# Geronimo di Cardia
Geronimo (in lingua latina: Hieronymus; Cardia, 354 a.C. – Pella, 250 a.C.) è stato uno storico e militare greco antico.

## Biografia
Nativo di Cardia, città del Chersoneso tracico, Geronimo sarebbe stato segretario nell'amministrazione macedone e collaboratore del suo conterraneo Eumene di Cardia, cancelliere e generale di Alessandro il Grande; questa ipotesi spiegherebbe la sua familiarità con gli archivi macedoni. Si ritiene che Geronimo fosse presente a Babilonia all'epoca della morte di Alessandro Magno (323 a.C.), in base alla descrizione delle onoranze funebri tributate al Macedone.
Dopo la morte di Alessandro (323 a.C.) Geronimo restò al servizio di Eumene, che raggiunse nella sua satrapia di Cappadocia. Nel 320 a.C., data della sua prima citazione presso gli antichi storici, Geronimo guidò per conto di Eumene una missione diplomatica presso Antipatro, in Macedonia. Nel 319 a.C., alla morte del reggente, guidò senza successo i negoziati con Antigono I Monoftalmo. Rimase fedele a Eumene durante il conflitto che oppose quest'ultimo ad Antigono.
Nella battaglia della Gabiena, che vide la sconfitta e la morte di Eumene ad opera di Antigono, Geronimo venne ferito e fatto prigioniero (316 a.C.). Perdonato da Antigono Monoftalmo, Geronimo passò definitivamente al servizio degli Antigonidi per i quali assolse numerosi incarichi di fiducia. Inizialmente gli si offrì la direzione dello sfruttamento del bitume del Mare Morto; questa occupazione fu tuttavia di breve durata a causa della minaccia delle tribù arabe. Passò poi al servizio del figlio di Antigono, Demetrio Poliorcete e probabilmente partecipò, in qualità di membro dello Stato Maggiore, alle battaglie di quest'ultimo a Gaza (312 a.C.) e a Salamina (306 a.C.). Geronimo avrebbe assistito anche alla battaglia di Ipso (301 a.C.), se si interpreta un passo di Plutarco che nega che Geronimo ne sia stato testimone oculare. Nel 293 a.C., dopo che Demetrio ebbe occupato Tebe, Geronimo venne designato armosta (governatore) della Beozia.
Dopo che Demetrio ebbe perso il regno di Macedonia in favore di Lisimaco (286 a.C.), Geronimo rimase al fianco del figlio Antigono Gonata, pretendente al trono macedone, in qualità di consigliere; contribuì a questa scelta, oltre che la fedeltà alla dinastia antigonide, l'avversione di Geronimo a Lisimaco, colpevole ai suoi occhi della distruzione della città natale. Malgrado l'età avanzata, probabilmente Geronimo partecipò anche alla lotta di Antigono Gonata contro Pirro (dal 275 a.C. al 272 a.C.) che terminò con la restaurazione degli Antigonidi sul trono di Macedonia. Sembra che abbia trascorso gli ultimi venti anni della sua vita a comporre la storia degli avvenimenti contemporanei del cinquantennio compreso fra la morte di Alessandro Magno a quella di Pirro. Morì alla corte di Antigone Gonata all'età di 104 anni.

## Opera
Dopo la morte di Pirro (272 a.C.) Geronimo cominciò a redigere una storia dei Diadochi e dei loro discendenti, gli Epigoni. Dell'opera, di cui si ignora il titolo esatto (Storia dei diadochi, o Storia degli epigoni, o Avvenimenti dopo Alessandro), rimangono  circa venti frammenti. La storia, intesa a celebrare la memoria degli Antigonidi, copriva il periodo compreso fra la morte di Alessandro (323 a.C.) e quella di Pirro ed è la principale fonte di numerose opere storiche:
- Diodoro Siculo, Bibliotheca Historica, libri XVIII - XX[11]
- Plutarco, "Vita di Eumene", "Vita di Demetrio", "Vita di Pirro"
- Pompeo Trogo, Historiae Philippicae, di cui possediamo solo il compendio fatto da Giustino nel II o III secolo
- Arriano, Anabasis Alexandri (completa) e Storia della successione di Alessandro (possediamo solo frammenti; è stata riassunta da Fozio[12][13]).

Per la sua opera Geronimo si avvalse di documenti ufficiali e fu molto attento nell'investigazione dei fatti. I suoi contemporanei criticarono il suo lavoro per la semplicità del suo stile. Gli storici moderni ritengono che Geronimo sia stato un grande storico. Dionigi di Alicarnasso gli attribuisce inoltre il merito di essere stato uno dei primi storici ad aver fornito ai Greci notizie sulla storia di Roma.